# Don R. Swanson
Don R. Swanson (10 d'octubre de 1924 - 18 de novembre de 2012) era un científic, físic, documentalista i informatòleg americà, més conegut per la seva feina, expert en mineria de dades, va crear la tècnica de Descobriment basat en literatura científica. El seu mètode particular ha estat utilitzat posteriorment com a model referent.

## Biografia
Don Swanson va estudiar física a l'Institut de Tecnologia de Califòrnia (EUA) el 1945 i doctorant-se en física teòrica el 1952 a la Universitat de Califòrnia, a Berkeley. Va treballar a diferents laboratoris fins que es va incorporar a l'Escola de Biblioteconomia de la Universitat de Chicago el 1963 per impartir classes en Recuperació d'informació. En aquest centre serà degà en tres períodes diferents. Va ser nomenat professor emèrit.
El 1986, treballant en noves formes de descobrir informació desconeguda, va dissenyar una tècnica denominada Descobriment basat en Literatura Científica. Aquesta tècnica està emprada a nivell biosanitari, usant el sistema Medline. Amb ella, es pretén trobar relacions causals entre símptomes, drogues i efectes a partir dels títols i els resums d'articles científics de medicina. La finalitat és generar hipòtesis de manera semiautomàtica, a partir de col·leccions bibliogràfiques, que després els metges o científics sanitaris s'encarregarien de verificar.
Per això, el 2003 Don Swanson va proposar el Model ABC, també conegut com a Swanson linking que tracta de posar en connexió dos objectes del coneixement que anteriorment no es consideraven relacionats. Per exemple, si un article científic publica sobre un tipus de malaltia (A) és produïda per un producte químic concret (B); i un altre article descriu com un fàrmac (C) és capaç de neutralitzar l'acció del producte químic anterior. Amb aquest model, es tracta de connectar la informació continguda en aquests articles que, en ser publicat a diferents revistes i en diferents anys, poden quedar com a informació no descoberta.
Don Swanson també va teoritzar sobre Recuperació d'informació, que va arribar a definir com un procés d'assaig i error. Per Swanson, una consulta no és res més que una suposició sobre els atributs que s'espera que tenga el document en qüestió. És per això que cal la resposta del sistema per corregir aquesta suposició inicial en intents de cerca posteriors. Per aquest motiu, Swanson va investigar molt en catàlegs automatitzats.
Fruit de les seves investigacions, va ser condecorat amb el Premi ASIST al Mèrit Acadèmic el 2000.

## Obres
- 1986: "Coneixement públic no descobert." La biblioteca Trimestral 56(2): 103-118.
- 1986: "oli de Peix, síndrome de Raynaud, i coneixement públic no descobert." Perspectives dins Biologia i Medicina 30(1): 7-18.
- 1987: "Dues literatures mèdiques que estàn connectades lògicament però no bibliograficament." Revista de la Societat americana de Ciència d'Informació 38(4): 228-233.
- 1988: "Migranya i magnesi: Onze connexions desateses." Perspectives dins Biologia i Medicina 31(4): 526-557.
- 1989: "Cerca en línia de literatura mèdica no interactiva relacionada amb la lògica: Una estratègia sistemàtica de prova i error." Revista de la Societat americana de Ciència d'Informació 40: 356-358.
- 1989: "Un segon exemple de literatures mèdica mútuament aïllada vrelacionada per connexions implícites, i inadvertides." Revista de la Societat americana de Ciència d'Informació 40: 432-435.
- 1990: "Somatomedin C i arginina: connexions Implícites entre literatures mútuament aïllades," Perspectives en Biologia i Medicina 33 (1990): 157-186.
- 1990: "Literatura Mèdica com a font potencial de coneixements nous." Butlletí de l'Associació de Bibliotecques Mèdiques 78(1) 29-37.
- 1990: "Mecanismes integradora en el creixement de coneixement: Un llegat de Manfred Kochen." Processament d'informació & Administració 26(1): 9-16.
- 1990: "L'absència de co-citació com a pista a connexions causals no descobertes." En: C. L. Brogman, ed. Bibliometria i Comunicació acadèmica. 129-137. Sage Publ., Newbury Parc, CA.
- 1991: "estructures Complementàries en literatures de ciència disjunta." En: Un. Bookstein, et al., eds., SIGIR91 Actes de la Catorzena co nferència anual Internacional ACM / SIGIR sobre Investigació i Desenvolupament en Recuperació d'Informació. Chicago, Oct. 13-16, 1991. Nova York: ACM. pp. 280–9. ACM
- 1993: "Intervenint en els cicles de vida de coneixement científic," Tendències de Biblioteca 41(4): 606-631.
- 1996: "Coneixement públic no descobert: Una actualització de deu anys." De: mineria de dades: Integració & Aplicació (KDD-96 Proceedings, AAAI) 295-298. (Amb Neil R. Smalheiser) {{format ref}} http://www.aaai.org/papers/kdd/1996/kdd96-051.Pdf
- 1997: "Un sistema interactiu per trobar literatures complementàries: un estímul pel descobriment científic," Intel·ligència Artificial, (91)2: 183-203. (Amb Neil R. Smalheiser) ACM
- 1999: "connexions de text Implícit entre registres de Medline: Ús de Arrowsmith com un ajut al descobriment científic." Tendències de biblioteca 48(l): 48-59. (Amb Neil R. Smalheiser)
- 2001: "Descobriment d'Informació de literatures complementàries: categorització de virus com armes potencials." Revista de la Societat americana per Ciència d'Informació i Tecnologia 52(10): 797-812. (Amb Neil R. Smalheiser I Un. Bookstein) ACM
- 2006: "Classificació de les connexions indirectes en el descobriment basat en la literatura: El paper dels encapçalaments de matèries mèdiques." Revista de la Societat americana per Ciència d'Informació i Tecnologia 57(11):1427-39. (Amb Neil R. Smalheiser I Vetle jo. Torvik) ACM {{format ref}} http://kiwi.uchicago.edu/ja2434.pdf